# サロモン・オレンベ
ルネ＝サロモン・オレンベ＝オレンベ（René-Salomon Olembé-Olembé, 1980年12月8日 - ）は、カメルーン・ヤウンデ出身の元同国代表サッカー選手。現役時代のポジションはDF、MF。

## 経歴
1998 FIFAワールドカップと2002 FIFAワールドカップのワールドカップ出場経験のあるカメルーン代表選手。
2007年夏季の移籍市場でオリンピック・マルセイユ（フランス）で自由契約となっていたオレンベは、ウィガン・アスレティックFC（イングランド）へ移籍。契約は1年。

## 所属クラブ
- FCナント 1997-2002

→  マルセイユ 2001-2002 (loan)
- オリンピック・マルセイユ 2002-2007

→  リーズ・ユナイテッドAFC 2003-2004 (loan)
→  アル・ラーヤンSC 2005-2006 (loan)
- ウィガン・アスレティックFC 2007-2008
- カイセリスポル 2009
- AEL 1964 2010

## 代表歴

### 出場大会
- カメルーン代表
  - 1998 FIFAワールドカップ
  - 2002 FIFAワールドカップ

### 試合数
- 国際Aマッチ 67試合 6得点（1997年-2007年）[2]

| カメルーン代表 | 国際Aマッチ | 国際Aマッチ |
| 年             | 出場        | 得点        |
| -------------- | ----------- | ----------- |
| 1997           | 3           | 1           |
| 1998           | 9           | 1           |
| 1999           | 4           | 0           |
| 2000           | 9           | 1           |
| 2001           | 10          | 0           |
| 2002           | 13          | 3           |
| 2003           | 3           | 0           |
| 2004           | 1           | 0           |
| 2005           | 6           | 0           |
| 2006           | 8           | 0           |
| 2007           | 1           | 0           |
| 通算           | 67          | 6           |